# Rupert Viktor Oppenauer
Rupert Viktor Oppenauer (3 februari 1910 – 1969) was een Oostenrijks chemicus. Tijdens zijn promotie in 1934 aan de ETH Zürich ontdekte hij de naar hem vernoemde Oppenauer-oxidatie. Bij deze methode worden alcoholen geoxideerd tot ketonen.